# Hagarenos
Os hagarenos (também escrito hagaritas) eram uma ramificação dos ismaelitas mencionados na Bíblia, os habitantes das regiões de Jetur, Nafis e Nodabe situada a leste de Gileade. Seu nome é entendido como sendo derivado de Hagar.
De acordo com o primeiro livro de Crônicas 5:18-22, os rubenitas, gaditas e a meia tribo de Manassés em Gileade, trouxe 44 760 para a batalha com os hagarenos e os derrotou. Por meio da batalha, os rubenitas capturaram a terra dos hagarenos bem como 50 000 camelos, 250 000 ovelhas e 2 000 jumentos. Finalmente, os rubenitas capturaram 100 000 hagarenos, incluindo homens, mulheres e crianças e os manteve como cativos. O hagarenos já não são mencionados como um povo distinto, após o reinado do Rei Davi.
Devido à rivalidade dos israelitas com os hagarenos, Asafe proferiu duras orações contra eles em Salmos 83:6. Por outro lado, o rei Davi de Israel ignorou a disputa e fez Jazziz o mordomo hagarendo de seus rebanhos.